# Comuna Sîlne, Kiverți
Sîlne (în ucraineană Сильне) este o comună în raionul Kiverți, regiunea Volînia, Ucraina, formată din satele Horodîșce, Klubociîn și Sîlne (reședința).

## Demografie
Componența lingvistică a satului Sîlne
     Ucraineană (99,69%)
     Alte limbi (0,31%)
Conform recensământului din 2001, majoritatea populației satului Sîlne era vorbitoare de ucraineană (99,69%), existând în minoritate și vorbitori de alte limbi.